# Annick Lambrecht
Annick Lambrecht, née le 9 décembre 1969 à Mont-Saint-Amand, est une femme politique belge, membre de Vooruit.

## Biographie
Annick Lambrecht nait le 9 décembre 1969 à Mont-Saint-Amand.
Le 12 janvier 2017, elle devient députée fédérale à la Chambre des représentants en remplaçant Johan Vande Lanotte qui arrête la politique au niveau nationale.

## Décoration
- Chevalier de l'ordre de Léopold (2024)[2]